# Monte Carlo Classic
Das Monte Carlo Classic ist ein jährlich stattfindendes Squashturnier für Damen. Es findet in Monte Carlo, Monaco, statt und ist Teil der PSA World Tour der Damen.
Es wurde erstmals 1996 ausgetragen. Bis zum Jahr 2004 gehörte das Turnier durchgängig zur Kategorie WSA Silver, von 1996 bis 2004 zunächst als WSA Silver 15, von 2005 bis 2007 als WSA Silver 25, von 2008 bis 2012 als WSA Silver 20 sowie nochmals 2013 und 2014 als WSA Silver 25. 2015 gehörte es, nach der Fusion der Women’s Squash Association mit der Professional Squash Association, zur Kategorie PSA 35, seit 2016 erfolgte wieder eine Abstufung zu PSA 25.
Rekordsiegerin mit vier Titeln ist Natalie Grinham, die das Turnier 2006, 2007, 2011 und 2012 gewann.

## Sieger
| Jahr | Siegerin                | Finalgegnerin     | Ergebnis                       |
| ---- | ----------------------- | ----------------- | ------------------------------ |
| 2024 | Tesni Murphy            | Sarah-Jane Perry  | 11:9, 11:9, 12:10              |
| 2023 | Lucy Turmel             | Emily Whitlock    | kampflos                       |
| 2022 | Mélissa Alves           | Rana Ismail       | 11:7, 10:12, 11:7, 11:9        |
| 2021 | Nicht ausgetragen       | Nicht ausgetragen | Nicht ausgetragen              |
| 2020 | Nicht ausgetragen       | Nicht ausgetragen | Nicht ausgetragen              |
| 2019 | Sabrina Sobhy           | Yathreb Adel      | 11:3, 12:10, 11:5              |
| 2018 | Laura Massaro           | Tesni Evans       | 11:9, 11:13, 11:9, 7:11, 11:3  |
| 2017 | Donna Urquhart          | Zeina Mickawy     | 7:11, 11:4, 10:12, 11:2, 11:9  |
| 2016 | Victoria Lust           | Millie Tomlinson  | 9:11, 11:6, 5:11, 11:9, 11:8   |
| 2015 | Jenny Duncalf           | Sarah-Jane Perry  | 11:4, 13:11, 11:9              |
| 2014 | Nouran Gohar            | Omneya Abdel Kawy | 15:13, 10:12, 11:7, 7:11, 11:9 |
| 2013 | Camille Serme           | Laura Massaro     | 11:7, 17:15, 9:11, 11:8        |
| 2012 | Natalie Grinham         | Madeline Perry    | 6:11, 12:10, 11:2, 11:2        |
| 2011 | Natalie Grinham         | Annie Au          | 7:11, 9:11, 12:10, 11:8, 11:8  |
| 2010 | Omneya Abdel Kawy       | Vanessa Atkinson  | 11:5, 11:7, 4:11, 11:9         |
| 2009 | Laura Massaro           | Madeline Perry    | 11:5, 11:9, 11:13, 2:11, 11:6  |
| 2008 | Laura Lengthorn-Massaro | Rachael Grinham   | 11:7, 11:9, 9:11, 7:11, 11:9   |
| 2007 | Natalie Grinham         | Rachael Grinham   | 9:7, 9:6, 9:7                  |
| 2006 | Natalie Grinham         | Vanessa Atkinson  | 9:2, 9:6, 9:2                  |
| 2005 | Vanessa Atkinson        | Madeline Perry    | 9:2, 9:5, 9:7                  |
| 2004 | Cassie Jackman          | Jenny Tranfield   | 9:6, 9:0, 9:5                  |
| 2003 | Linda Charman           | Nicol David       | 8:10, 9:1, 9:6, 9:1            |
| 2002 | Natalie Pohrer          | Rebecca Macree    | 9:3, 9:5, 9:3                  |
| 2001 | Cassie Campion          | Fiona Geaves      | 9:5, 9:3, 9:0                  |
| 2000 | Fiona Geaves            | Stephanie Brind   | 6:9, 1:9, 9:7, 9:2, 9:3        |
| 1999 | Cassie Campion          | Vanessa Atkinson  | 9:2, 9:4, 9:8                  |
| 1998 | Sue Wright              | Sabine Schöne     | 9:1, 9:5, 10:8                 |
| 1997 | Sarah Fitz-Gerald       | Sue Wright        | 9:1, 4:9, 9:1, 9:4             |
| 1996 | Sarah Fitz-Gerald       | Cassie Jackman    | 9:4, 9:2, 4:9, 9:6             |